# Anolis armouri
Anolis armouri är en ödleart som beskrevs av  Cochran 1934. Anolis armouri ingår i släktet anolisar, och familjen Polychrotidae. IUCN kategoriserar arten globalt som nära hotad. Inga underarter finns listade i Catalogue of Life.